# Abu-l-Fat·h ad-Daylamí
Abu-l-Fat·h ad-Daylamí o, segons el seu làqab, An-Nàssir li-din-Al·lah, fou un imam zaidita del Iemen.
Inicialment fou actiu al Tabaristan, on va adquirir la nisba d'ad-Daylamí. Després va operar al Iemen, al sud de Sanaa. Va morir en lluita contra els sulàyhides (Ali al-Sulayhi) el 1055. Fou enterrat a Dhamar.